# Besmir Arifaj
Besmir Arifaj (Pukë, 6 maggio 1986) è un ex calciatore albanese, di ruolo centrocampista.

## Palmarès

### Club

#### Competizioni nazionali
- Coppa d'Albania: 1

Flamurtari Valona: 2008-2009